# میانوالی
میانوالی (به انگلیسی: Mianwali) یک شهرک در پاکستان است که در ناحیه میانوالی واقع شده‌است. میانوالی ۸۵٬۰۰۰ نفر جمعیت دارد و ۲۱۰ متر بالاتر از سطح دریا واقع شده‌است.